# Entephria acyana
Entephria acyana är en fjärilsart som beskrevs av Louis Beethoven Prout 1937. Entephria acyana ingår i släktet Entephria och familjen mätare. Inga underarter finns listade i Catalogue of Life.